# Andreas Peterson
Mats Andreas Peterson, född 2 februari 1992, är en svensk före detta fotbollsspelare.

## Karriär
Petersons moderklubb är Vallens IF. Han spelade därefter som ungdomsspelare för Stenungsunds IF innan han som 16-åring gick över till IFK Göteborg. I september 2010 flyttades Peterson upp i A-laget.
I februari 2012 värvades Peterson av Superettan-klubben Ljungskile SK. Säsongen 2013 värvades han av norska Levanger FK. Efter fyra år i Norge värvades Peterson i november 2016 av GAIS. Petersons seriedebut i GAIS kom den 2 april 2017 i en 0–0-match mot Norrby IF, där han blev inbytt i den 63:e minuten mot Erik Westermark.
Efter en säsong i GAIS återvände Peterson inför säsongen 2018 till Levanger FK. I augusti 2019 gick han till Nest-Sotra. I februari 2020 värvades Peterson av Egersunds IK, där han skrev på ett ettårskontrakt. I december 2020 förlängde Peterson sitt kontrakt med två år.
I början av 2023 blev Peterson först klar för en återkomst i Stenungsunds IF men valde innan säsongen startat att istället avsluta sin fotbollskarriär.